# فرودگاه ووتو
فرودگاه ووتو  (به انگلیسی: Wotho Airport)  یک فرودگاه همگانی  با کد یاتا WTO است . این فرودگاه در  کشور جزایر مارشال قرار دارد .